# Explorer 2

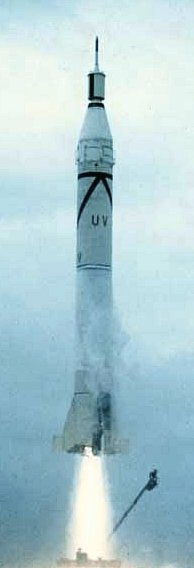
Phóng tàu Explorer 2

Explorer 2 là một chương trình vệ tinh lặp lại hoàn toàn giống với Explorer 1. Tuy nhiên, do sự thất bại trong tên lửa trong khi phóng nên phi thuyền không lên được quỹ đạo.
Explorer 2 được phóng từ Trạm Không quân Cape Canaveral LC-26A ở Florida vào ngày 5 tháng 3 năm 1958 lúc 18:28 UTC, bởi một chiếc xe phóng Juno-I. Juno-I có nguồn gốc từ Dự án Orbiter của Quân đội Hoa Kỳ vào năm 1954. Dự án đã bị hủy bỏ vào năm 1955, khi quyết định được đưa ra để tiến hành Dự án Vanguard.
Sau khi Sputnik 1 của Liên Xô được phóng vào ngày 4 tháng 10 năm 1957, Cơ quan tên lửa đạn đạo quân đội (ABMA) được chỉ đạo tiến hành phóng vệ tinh sử dụng biến thể bốn giai đoạn Juno-I của tên lửa đẩy ba giai đoạn Jupiter-C và đã được thử nghiệm kiểm tra lại để phóng Jupiter IRBM (tên lửa đạn đạo tầm trung). Phối hợp chặt chẽ với nhau, ABMA và Phòng thí nghiệm Jet Propulsion (JPL) đã hoàn thành công việc sửa đổi Jupiter-C và hoàn thành tàu Explorer 1 trong 84 ngày.

## Thiết kế tàu vũ trụ
Explorer 2 được trang bị Bộ đếm Geiger với mục đích phát hiện tia vũ trụ. Sau Explorer 3, người ta đã quyết định rằng bộ đếm Geiger ban đầu đã bị choáng ngợp bởi bức xạ mạnh đến từ một vành đai các hạt tích điện bị mắc kẹt trong không gian bởi từ trường của Trái Đất. Explorer 2 cũng được trang bị một mảng lưới điện và một máy dò âm thanh với mục đích phát hiện tiểu thiên thạch.

## Kết quả nhiệm vụ
Explorer 2 không vào được quỹ đạo sau khi trục trặc trong tên lửa đẩy Juno-I khiến cho giai đoạn thứ tư không kích nổ.